# I Balordi
I Balordi sono stati un gruppo musicale beat italiano degli anni sessanta. È il gruppo in cui ha suonato e cantato agli esordi Marco Ferradini. Secondo alcuni critici, I Balordi possono essere considerati "antesignani del genere demenziale"

## Storia

### 1965-1966: le origini de I Balordi
Se nel 1964 Andrea Muratori già vaneggiava sulla creazione di una band da battezzare come I Pazzi e Mauro suonava già con I Tipi, fu nella primavera del 1965 che la band I Balordi prese definitivamente forma. Fin dalle prime esibizioni I Balordi utilizzavano soluzioni eccentriche, come ad esempio l'utilizzo di batterie di pentole come percussioni. Tra le prime esibizioni di questo periodo vi fu l'ultimo dell'anno a Rozzano ed i concerti al Copacabana di Milano, un club in cui Al Bano, ancora non famoso, propose loro di diventare la sua backing band, ottenendo un rifiuto come risposta. Nello stesso periodo, I Balordi fecero da spalla a I Kings nel concerto di Lodi, dove conobbero Luciano Giacotto della Durium, e nell'estate del 1966 vennero ingaggiati per tutto il mese d'agosto dal Ringo Saloon di Cervia. Nel dicembre dello stesso anno il complesso raggiunse la formazione definitiva con i fratelli Andrea Muratori (chitarra e flauto) e Gianni Muratori detto Gion (cantante solista e chitarra basso), Bruno Pellegrini (chitarra solista) e Beppe Panzironi (batteria).

### 1966-1968: I Balordi e la Durium
Il contatto con Luciano Giacotto si era intanto concretizzato nell'ingresso della band nella scuderia della Durium. Nel 1966, con la volontà dichiarata di uscire dal mondo delle canzonette per fare qualcosa di nuovo, I Balordi diedero alle stampe il loro primo 7" intitolato Vengono a portarci via ah! aah!/Don Chisciotte (Durium, 1966) che vedeva nel lato B la cover del brano They're Coming to Take Me Away, Ha-Haaa! del musicista satirico statunitense Jerry Samuels aka Napoleon XIV, presentandone una traduzione quasi calligrafica in una interpretazione molto personale.
Nel 1967 incisero Non è Francesca assieme a Lucio Battisti (che suona il basso), ma il disco non ebbe successo. La canzone venne in seguito registrata in un'altra versione da Battisti e divenne famosa. Nello stesso anno parteciparono al Festival di Napoli, che vinsero con O' matusa, e alla Serie Verde del Festivalbar con Domani devo fare una cosa.
Una delle caratteristiche del gruppo era il "travestitismo": infatti spesso sul palco si esibivano in abiti femminili; inoltre si cimentavano in parodie in chiave militaresca. Questo stile dissacrante procura loro non poche reazioni negative da parte dell'opinione pubblica.
In seguito girarono l'Italia per promuovere le proprie canzoni, partecipando fra l'altro alla tournée degli Animals e all'Oscar della Canzone.

### 1968: I Balordi e la Carosello
Nel 1968 il gruppo cambia formazione e casa discografica: Pino Matteucci sostituisce Bruno Pellegrini alla chitarra solista e Marco Ferradini sostituisce Gion Muratori alla chitarra basso e canto.
Fateli tacere è stato l'ultimo disco pubblicato dal gruppo prima dello scioglimento.

## Discografia
Singoli
- 1966 – Vengono a portarci via ah! aah!/Don Chisciotte (Durium, LdA 7494)
- 1967 – Domani devo fare una cosa/Buona fortuna (Durium, LdA 7516)
- 1967 – 'O matusa/A cammesella (Durium, LdA 7525)  vince il Festival di Napoli 1967 in abbinamento con Nino Taranto)
- 1967 – Non è Francesca/Guardando te (Durium, LdA 7538)
- 1968 – Diamoci la mano/Fateli tacere (Carosello, CL 20204)